# Thelypteris melanochlaena
Thelypteris melanochlaena är en kärrbräkenväxtart som först beskrevs av Carl Frederik Albert Christensen, och fick sitt nu gällande namn av Clyde Franklin Reed. Thelypteris melanochlaena ingår i släktet Thelypteris och familjen Thelypteridaceae. Inga underarter finns listade.